# بانيل
بانيل (بالإنجليزية: Bunnell)‏ هي مدينة أمريكية تقع في ولاية فلوريدا. تبلغ مساحة هذه المدينة 12.1 (كم²)،ويبلغ عدد سكانها 2676 نسمة حسب إحصاء سنة 2010 م 2676.تشير إحصاءات سنة 2000م بأن الكثافة السكانية في هذه المدينة تقدر بـ(221.2) نسمة/كم2 

## أعلام
- بيل تي جونز
- إيدي جونسون
- جوزيف ميتشيل